# 孫搴
孫 搴（そん けん、生没年不詳）は、北魏末から東魏にかけての学者・官僚。字は彦挙。本貫は楽安郡。

## 経歴
貧家に生まれ、若くして学問に精励した。検校御史から国子助教となった。太保の崔光に召されて修国史をつとめ、行台郎となり、文才を知られた。普泰元年（531年）、崔祖螭が反乱を起こすと、孫搴はこれに参加し、王元景の家に逃げこんだ。恩赦が出ると出頭した。孫騰が孫搴を推挙したが、任用されなかった。
高歓が西魏を討つにあたって、李義深と李士略に命じて檄文を作らせようとしたが、2人はともに断って代わりに孫搴を推挙した。高歓が孫搴を招いて檄文を書かせると、その文章は非常に美しく、高歓は喜んだ。そこで相府主簿を代行させて、文筆をつかさどらせた。また鮮卑語に通じていたため、軍の号令の宣伝を担当して重用された。美貌で知られた韋氏を妻に迎えた。まもなく左光禄大夫の位を受け、主簿を兼ねた。
高澄が鄴におもむいて東魏の朝政を取り仕切ろうと志願したとき、高歓は高澄が年少であるために許さなかった。孫搴は高澄のために進言して、高澄は鄴に赴任することができた。このことから孫搴は特進の位を望んだが、高澄は散騎常侍の位を加えるにとどめた。孫搴は大規模な徴兵事業を指揮して、徴兵逃れをする者は罪に落とした。
司馬子如と高季式が孫搴を招いて飲酒したとき、孫搴は深酒のために急死した。享年は52。儀同三司・吏部尚書・青州刺史の位を追贈された。

## 人物・逸話
- 丞相府記室だった孫搴はその兄を州主簿とするよう慕容紹宗に依頼したが、慕容紹宗は任用しなかった。そこで孫搴は「慕容紹宗はかつて広固城（慕容徳が興した南燕の首都としたところ）に登って『大丈夫たるもの再び先祖の大業を興すべきではないか』と親しい者にいいました」と高歓に讒言した[11][12][13]。
- 邢卲が孫搴の学問は浅薄だと批判して読書をするよう勧めると、孫搴は「わたしの精鋭の騎兵3000があれば、君の弱卒数万に匹敵しよう」と答えた[9][10][8]。
- 孫搴は棘刺丸を服用していた。李諧らがこれを揶揄して「卿は棘刺があれば足りているのだから、ほかに何を求めるのか」と言うと、そこにいた者はみな笑った[9][10][8]。

## 伝記資料
- 『北斉書』巻24 列伝第16
- 『北史』巻55 列伝第43